# Reitrodontominis
Els reitrodontominis (Reithrodontomyini) són una tribu de rosegadors dels neotomins. Anteriorment contenia el gènere Ochrotomys, actualment classificat en la seva pròpia tribu. Des de la descripció d'aquest grup s'hi ha afegit el gènere Onychomys. Un estudi publicat el 2008 proposa separar-ne Onychomys, Peromyscus i altres gèneres propers i classificar-los en una nova tribu (Peromyscini).